# Gábor Reisz
Dans le nom hongrois Reisz Gábor, le nom de famille précède le prénom, mais cet article utilise l’ordre habituel en français Gábor Reisz, où le prénom précède le nom.
Gábor Reisz est un acteur, scénariste, directeur de la photographie, compositeur de musique de films et réalisateur hongrois, né le 19 janvier 1980 à Budapest.

## Biographie
Gábor Reisz naît le 19 janvier 1980 à Budapest. En 2003, il y étudie la théorie et l'histoire du cinéma à l'Université Loránd-Eötvös, puis, à partir de 2006, la réalisation cinématographique et télévisuelle à l'Université d'art dramatique et cinématographique, où il a pour professeur Ildikó Enyedi. Durant son apprentissage, il écrit et réalise plusieurs courts métrages. Après avoir terminé ses études en 2011, il réalise son premier long métrage, Pour des raisons inexplicables (VAN valami furcsa és megmagyarázhatatlan), dont la première a lieu en juillet 2014 dans le cadre du Festival international du film de Karlovy Vary. Il a également travaillé comme caméraman sur le film et composé la musique.
Son deuxième long métrage en solo, Rossz versek (litt. « Mauvais poèmes »), présenté en avant-première au Festival du film Nuits noires de Tallinn en novembre 2018 , est sélectionné l'année suivante pour la 32e cérémonie des prix du cinéma européen . Son troisième long métrage, L'Affaire Abel Trem (Magyarázat mindenre), figure dans cette sélection quatre ans plus tard.

## Filmographie

### Longs métrages
- 2013 : Nekem Budapest
- 2014 : Pour des raisons inexplicables (VAN valami furcsa és megmagyarázhatatlan)
- 2018 : Rossz versek
- 2024 : L'Affaire Abel Trem (Magyarázat mindenre)

### Courts métrages
- 2003 : Tóth Árpád: Hajnali szerenád
- 2005 : Ritmus
- 2005 : Alma a paradicsomban
- 2006 : Koncz Zsuzsa: Április hónapja (vidéo)
- 2006 : A tagadás oka, őszintén
- 2006 : Meglét
- 2007 : Jót és semmit (documentaire)
- 2007 : 8 (épisode 4)
- 2008 : Öltöző
- 2009 : Valakinek a valamije
- 2010 : Judith Keith
- 2011 : Külalak

## Distinctions

### Récompenses
- Festival du film de Turin 2014 :
  - Holden Award du meilleur scénario (Pour des raisons inexplicables)
  - Prix du Public Achille Valdata

- Festival du film LET'S CEE 2015 : prix dans la catégorie « Débuts prometteurs » (Pour des raisons inexplicables)[2]

- Festival du film de Turin 2018 :
  - Prix AVANTI ! pour Rossz versek
  - Prix Scuola Holden
  - Prix spécial du jury du meilleur film

- Festival international du film de Chicago 2023[3] :
  - Hugo d'Or du meilleur long métrage pour L'Affaire Abel Trem
  - Hugo d'argent du meilleur scénario

- Mostra de Venise 2023 : prix Orizzonti du meilleur film pour L'Affaire Abel Trem

### Nominations
- Festival du film de Turin 2014 : meilleur long métrage pour le Prix de la Ville de Turin (Pour des raisons inexplicables)
- Festival du film de Turin 2018 : meilleur long métrage pour le Prix de la Ville de Turin (Rossz versek)[4]
- Festival du film de Hambourg 2019 : Prix du public pour Rossz versek
- Semaine du cinéma hongrois 2019 : meilleur scénario pour Rossz versek